# هال بيفان
هال بيفان (بالإنجليزية: Hal Bevan) هو لاعب كرة قاعدة أمريكي، ولد في 15 نوفمبر 1930 في نيو أورلينز في الولايات المتحدة، وتوفي بنفس المكان في 5 أكتوبر 1968.

## وصلات خارجية
- هال بيفان على موقعبيزبول رفرنس.كوم (الدوري الرئيسي) (الإنجليزية)
- هال بيفان على موقعبيزبول رفرنس.كوم (الدوري الثانوي) (الإنجليزية)